# Čёrnaja roza - ėmblema pečali, krasnaja roza - ėmblema ljubvi
Čёrnaja roza - ėmblema pečali, krasnaja roza - ėmblema ljubvi (Чёрная роза — эмблема печали, красная роза — эмблема любви) è un film del 1989 diretto da Sergej Solov'ëv.

## Trama
Al centro della trama c'è un giovane milionario, un bellissimo Arbat e un limitatore dissidente che recitano la storia della nostra vita.